# Beaumetz-lès-Loges
Beaumetz-lès-Loges é uma comuna francesa na região administrativa de Altos da França, no departamento de Pas-de-Calais. Estende-se por uma área de 4,98 km². Em 2010 a comuna tinha 1 014 habitantes (densidade: 203,6 hab./km²).